# Ammotrechula mulaiki
Espèce
Ammotrechula mulaiki est une espèce de solifuges de la famille des Ammotrechidae.

## Distribution
Cette espèce se rencontre aux États-Unis au Texas et au Mexique,.

## Description
Le mâle holotype mesure 14,0 mm.

## Étymologie
Cette espèce est nommée en l'honneur de Stanley B. Mulaik.

## Publication originale
- Muma, 1951 : The Arachnid order Solpugida in the United States. Bulletin of the American Museum of Natural History, no 97, p. 31-141 (texte intégral).